# Туна, Бурджу
Бурджу́ Туна́ (тур. Burcu Tuna; род. 16 марта 1986, Анкара, Турция) — турецкая актриса
. Наиболее известна благодаря своей роли Гюльнихаль-хатун в сериале «Великолепный век».

## Биография
Актриса родилась в 1986 году в Анкаре. В детстве Бурджу не проявляла интереса к актёрскому мастерству, напротив, она мечтала о профессии, никак не связанной с творчеством и искусством. Всё изменилось когда будущая актриса оказалась на одной из театральных постановок в своем городе.
Увиденное пленило Бурджу, и она решила связать свою жизнь с актёрским ремеслом. Окончив Факультет театрального искусства Государственной консерватории Университета изящных искусств имени Мимар Синан, Бурджу надеялась на то, что ей сразу же начнут предлагать ведущие роли в театральных постановках, телесериалах и полнометражных фильмах, однако все пошло совсем не так.
Впервые удача улыбнулась девушке только в 2006 году, именно тогда ей досталась малозаметная роль в фильме «Моё мороженое — чистые сливки». Съемки фильма не принесли того результата, на который Бурджу надеялась, поэтому она решила попытать счастья в театре, где играет и по сей день.
В 2011 году Бурджу получила предложение сыграть Марию (Гюльнихаль-хатун) в сериале «Великолепный век». Бурджу играет верную подругу Роксоланы — наложницы, сумевшей покорить сердце великого османского султана Сулеймана.

## Фильмография
| Год       |   | Русское название              | Оригинальное название | Роль             |
| --------- | - | ----------------------------- | --------------------- | ---------------- |
| 2006      | ф | Мое мороженое - чистые сливки | Dondurmam Gaymak      | Зейнеп           |
| 2011      | с | Великолепный век              | Muhteşem Yüzyıl       | Гюльнихаль-хатун |
| 2012      | с | В дом упавшая молния          | Eve Düşen Yıldırım    | Злайнет          |
| 2015      | с | Ты моя                        | Sen Benimsin          | Актриса          |
| 2017—2018 | с | Чёрно-белая любовь            | Siyah Beyaz Aşk       | Суна             |